# Lijst van Blériot-vliegtuigen
Op deze pagina staan alle vliegtuigen die gebouwd zijn door Louis Blériot.
| Type                         | Versie                   | Datum                       | Opmerkingen |
| ---------------------------- | ------------------------ | --------------------------- | --- |
| Blériot I                    |                          | 1900-1902                   | Dit toestel is een vreemdsoortig klapvleugel-toestel, waarvan enkel een maquette is gebouwd met een spanwijdte van 1,5m, voortgedreven door een motor van 10pk, maar het vloog niet. |
| Blériot II                   |                          | 18 juli 1905                | Dit toestel werd ontworpen in 1904, en Blériot gaf Gabriel Voisin de opdracht het toestel te bouwen. Tijdens de eerste proefvlucht waarbij het toestel werd getrokken door een motorboot, helde het toestel te veel over en zonk, en Voisin (die de motorboot bestuurde) kon nog maar net aan de verdrinkingsdood ontsnappen.                                                  |
| Blériot III                  |                          | mei-september 1906          | Dit toestel met zijn elliptische tandem-vleugels werd eerst voortgetrokken door een motorboot met een Antoinette-24pk-motor, die later in het vliegtuig werd ingebouwd. Deze dreef twee duwschroeven aan. Gabriel Voisin bouwde het prototype. |
| Blériot IV                   | 1ste modificatie         | oktober 1906                | De voorste vleugels van het III-type werden vervangen door een gewone tweedekker-constructie. Hierna werd het vliegtuig IV genoemd. |
| Blériot IV                   | 2de modificatie          | november 1906               | Hierna kocht Blériot nog een 24pk-Antoinette motor, zodat het vliegtuig nu over in totaal 48pk aan motorvermogen beschikte. |
| Blériot IV                   | 3de modificatie          | november 1906               | Blériot verving de 2 drijvers waarop het vliegtuig dreef door 3 wielen, 2 van voor en 1 van achter. |
| Blériot IV                   | 4de modificatie          | november 1906               | Als laatste verandering werden de twee 24pk-Antoinette-motoren vervangen door 1 50pk-Antoinette-motor. Hierna verbrak Blériot de samenwerking met Voisin. |
| Blériot V 'Canard'           |                          | januari-maart 1907          | Blériot ging onafhankelijk verder en begon met de bouw van een nieuw prototype, nr. V, die de troetelnaam 'Canard', "eend", meekreeg omdat het hoogteroer zich aan de voorzijde van het vliegtuig bevond. Zie Eendvliegtuig. Dit toestel had vreemd gevormde vleugels met naar boven gebogen vleugeltippen. Het toestel werd voortgedreven door een Antoinette-motor van 24pk. |
| Blériot V 'Canard'           | 1ste modificatie         | april 1907                  | Blériot paste zijn vliegtuig aan door er een groot richtingsroer aan te bevestigen. Het richtingsroer was achter de propeller geplaatst, om het optimaal te benutten. |
| Blériot V 'Canard'           | 2de modificatie          | 19 april 1907               | Tijdens de vierde proefvlucht van dit toestel, op 19 april, werd het vernield doordat het zich met zijn neus in de grond boorde. |
| Blériot VI 'Libellule'       |                          | juni 1907                   | Na de total loss van de 'Canard' bouwde Blériot een nieuw vliegtuig, met een bijpassende troetelnaam, 'Libellule', "libel", zo genoemd omdat het toestel tandem-vleugels had die aan de vleugels van een libel doen denken. |
| Blériot VI 'Libellule'       | 1ste modificatie         | juli 1907                   | Blériot veranderde het voorste deel van het onderstel door het te verbreden, zodat een stabielere landing mogelijk was. |
| Blériot VI 'Libellule'       | 2de modificatie          | juli-augustus 1907          | |
| Blériot VI 'Libellule'       | VI-bis                   | augustus-september 1907     | Omdat het toestel niet de hoogtegrens van 12m kan overschrijden, werd het uitgerust met een Antoinette-motor van 50pk, en voortaan heette het toestel VI-bis. |
| Blériot VI 'Libellule'       | VI-bis modificatie       | september 1907              | Blériot maakte hiermee een vlucht van 184m op een hoogte van 18m, totdat hij probeerde te landen en het toestel zwaar beschadigd raakte. |
| Blériot VII                  |                          | oktober-november 1907       | Dit nieuwe toestel had een volledig beklede romp en was de eerste trekschroef-eendekker van Blériot. De Antoinette-motor was in de romp ingebouwd. |
| Blériot VII                  | 1ste modificatie         | november-december 1907      | Blériot verstevigde het voorste deel van het onderstel. |
| Blériot VII                  | 2de modificatie          | december 1907-februari 1908 | Blériot verving de 4-bladige schroef door een 2-bladig model. Met dit toestel maakte hij in december enkele geslaagde vluchten van 500m, maar toen hij in februari 1908 een bocht wilde maken, raakte een vleugeltip de grond en stortte het toestel neer. |
| Blériot VIII                 |                          | februari-mei 1908           | De VIII leek erg veel op de XI, waarmee hij het Kanaal overstak. In de eerste versie van dit toestel was de motor binnen in de bekleding geplaatst. |
| Blériot VIII                 | VIII-bis                 | juni 1908                   | In deze versie lag de motor buiten de bekleding. |
| Blériot VIII                 | VIII-bis modificatie     | juni-juli 1908              | Blériot bracht bij deze versie rolroeren aan op de vleugeltippen. |
| Blériot VIII                 | VIII-ter                 | augustus-november 1908      | Nadat hij Wilbur Wright had zien vliegen met zijn Wright Model A, bracht Blériot enkele veranderingen aan aan zijn toestel en slaagde hij er in om op 31 oktober 1908 van Toury naar Artenay en terug te vliegen, dus 28km met 2 tussenlandingen. |
| Blériot IX                   |                          | februari 1908-maart 1909    | Dit toestel kreeg een motor van 65pk, maar vloog niet. |
| Blériot X                    |                          | september-december 1908     | Dit toestel was een tweedekker, gebaseerd op de Wright-vliegtuigen, maar vloog (weer) niet. |
| Blériot XI 'La Manche'       | XI-Anzani type           | 1908                        | Het enige Blériot-toestel uit 1908 dat kon vliegen. Met dit type, voorzien van een Anzani-W-3 motor, vloog hij over het Kanaal. |
| Blériot XI 'La Manche'       | XI-REP                   | 1909                        | Een type met een kleinere spanwijdte, maar met een sterkere motor. |
| Blériot XII                  |                          | 1909                        | Een hoogdekker, voor een piloot en een passagier. |
| Blériot XI 'La Manche'       | XI-bis                   | 1910                        | |
| Blériot XI 'La Manche'       | XI-2bis                  | 1910                        | |
| Blériot XIII                 |                          | 1910                        | Aangedreven door een Anzani-motor van 22-25pk. |
| Blériot XIV                  |                          | 1910                        | Tweezitter |
| Blériot XI 'La Manche'       | XI-tandem                | 1911                        | Watervliegtuig. |
| Blériot XXI                  |                          | 1911                        | |
| Blériot XXIII                |                          | 1911                        | |
| Blériot XXIV 'Limousin'      |                          | 16 december 1911            | Speciaal passagiersvliegtuig voor 4 passagiers en een piloot buiten. Gebouwd in opdracht van Henri Deutsch de la Meurthe. |
| Blériot XXV 'Canard'         |                          | 1911                        | |
| Blériot XXVII                |                          | 1911                        | |
| Blériot XVIII                |                          | 1911                        | |
| Blériot XI 'La Manche'       | XI-École type            | 1912                        | |
| Blériot XI 'La Manche'       | XI-Taxi-Pinguin          | 1912                        | |
| Blériot XI 'La Manche'       | XI-Artillerie            | 1912                        | |
| Blériot XI 'La Manche'       | XI-Type                  | 1912                        | |
| Blériot XI 'La Manche'       | XI-2 Genie               | 1912                        | |
| Blériot XI 'La Manche'       | XI-2 Hauteur             | 1912                        | |
| Blériot XI 'La Manche'       | XI-3 Concourse Militaire | 1912                        | |
| Blériot XXXIII 'Canard Bleu' |                          | 1912                        | |
| Blériot XXXVI 'Torpille'     |                          | 1912                        | |
| Blériot XI 'La Manche'       | XI-Type 1913             | 1913                        | |
| Blériot XI 'La Manche'       | XI-Type Parasol          | 1913                        | |
| Blériot XL                   |                          | 1913                        | |
| Blériot XLII 'Canard'        |                          | 1913                        | |
| Blériot XLIII                |                          | 1913                        | |
| Blériot XLIV 'Artillaire'    |                          | 1913                        | |
| Blériot XLV                  |                          | 1913                        | |
| Blériot XXXIX                |                          | 1913                        | |